# Nasukarasuyama
Nasukarasuyama (那須烏山市?) è una città giapponese della prefettura di Tochigi.